# Jared Robinson
Jared Robinson, auch Jared Robinsen, (* 4. April 1963) ist ein australischer Schauspieler.
Robinson ist seit Mitte der 1980er Jahre als Schauspieler tätig. Er spielte in folgenden Filmen mit: Baywatch, Die Todeskandidaten, Die verlorene Welt und in den Serien The Sleepover Club und H2O – Plötzlich Meerjungfrau.
In der Fernsehserie K-9 stellte Jared Robinsen den Charakter Thorne in acht Folgen dar.

## Filmografie (Auswahl)
- 1986–1987: Sons and Daughters (Fernsehserie, 238 Folgen)
- 1999: Baywatch – Die Rettungsschwimmer von Malibu (Baywatch, Fernsehserie, 2 Folgen)
- 2000: Abenteuer Südsee (Tales of the South Seas, Fernsehserie, Folge 1x22)
- 2001: Die verlorene Welt (Sir Arthur Conan Doyle’s The Lost World, Folge 3x01)
- 2002: Countdown – Der Tod fährt mit (Seconds to Spare, Fernsehfilm)
- 2003: Gettin’ Square
- 2003: Jeopardy (Fernsehserie, 2 Folgen)
- 2003: Der Sleepover Club (The Sleepover Club, Fernsehserie, Folge 1x06)
- 2006: Answered by Fire (Fernsehfilm)
- 2006: Monarch Cove (Fernsehserie, Folge 1x01)
- 2006: Voodoo Lagoon
- 2006–2008: H2O – Plötzlich Meerjungfrau (H2O: Just Add Water, Fernsehserie, 12 Folgen)
- 2007: Die Todeskandidaten (The Condemned)
- 2007: The Starter Wife – Alles auf Anfang (The Starter Wife, Miniserie, Folge 1x04)
- 2009: Bad Moon Rising (Kurzfilm)
- 2009–2010: K-9 (Fernsehserie, 8 Folgen)
- 2010: Die Chroniken von Narnia: Die Reise auf der Morgenröte (The Chronicles of Narnia: The Voyage of the Dawn Treader)
- 2011: Sinbad gegen das Ungeheuer (Sindbad and the Minotaur, Fernsehfilm)
- 2012: The Viral Factor
- 2012: S.O.L.I.I.D. (Fernsehfilm)
- 2014: The Borderland
- 2018: Tender (Kurzfilm)
- 2024: Vixen